# Rattenkirchen
Rattenkirchen er en kommune i Landkreis Mühldorf am Inn i den østlige del af regierungsbezirk Oberbayern i den tyske delstat Bayern.
Den er en del af Verwaltungsgemeinschaft Heldenstein.

## Geografi
Rattenkirchen ligger i Region Südostoberbayern.
Ud ov Rattenkirchen, ligger i kommunen disse landsbyer og bebyggelser: Bürg, Eitzing, Empling, Ginning, Göppenham, Haßberg, Haun, Hofstetten, Kagn, Kehrham, Klebing, Krafting, Lanzing, Lanzmühl, Masch, Murnau, Neuhausen, Peißing, Pemberg, Pietsham, Ramering, Roßlauf, Stein, Steinstraß, Thalham, Thann, Unterkagn, Wald, Waldsberg og Ziegelsham.